# Toyota Sera
De Toyota Sera is een automodel van de Japanse autofabrikant Toyota, dat uitsluitend leverbaar was voor de Japanse markt. De naam 'Sera' is afgeleid van de toekomende tijd van het Franse werkwoord 'être'. De naam moet het beeld scheppen van een voertuig dat de mensheid naar de toekomst verplaatst.

## Ontwerp en productie
Op de Tokyo Motor Show van 1987 werd de Toyota AXV-II conceptauto vertoond. Deze conceptauto was nagenoeg gelijk aan het uiteindelijke productiemodel op slechts enkele designveranderingen na. De vleugeldeuren maken de Sera een bijzonder voertuig: de deuren openen niet alleen omhoog maar ook deels naar voren, en kunnen daarom beter vlinderdeuren genoemd worden. Doordat de exterieurdelen van de vlinderdeuren geheel van glas gemaakt zijn kan slechts een klein gedeelte van de zijruit geopend worden.
Productie van de Sera begon in februari 1990 en eindigde in december 1995 met een productietotaal van 15,941 modellen.

## Aandrijving
Gedurende de gehele productieperiode was één benzinemotor leverbaar; de 1,5 liter 5E-FHE viercilinder lijnmotor. Deze motor beschikt dubbele bovenliggende nokkenassen (DOHC), elektronische brandstofinjectie, klopsensor en verticale, relatief smalle inlaatpoorten om een hoog vermogen en laag brandstofverbruik te bewerkstelligen.
Standaard werd de Sera met een handgeschakelde versnellingsbak geleverd met vijf versnellingen (C155). Optioneel kon een viertraps automatische transmissie gekozen worden (A242L).
| Motorcode | Transmissie   | Vermogen                     | Koppel              |
| --------- | ------------- | ---------------------------- | ------------------- |
| 5E-FHE    | C155 of A242L | 81 kW of 110 ps bij 6400 tpm | 132 Nm bij 5200 tpm |

## Uitvoeringen
De Sera was leverbaar in twee uitvoeringen: basis en uitgevoerd met Sera Super Live Sound Sound System.

### Sera Super Live Sound System
Optioneel kon iedere Sera voorzien worden van een speciaal geluidsysteem met 10 speakers.